# Rutger Hauer

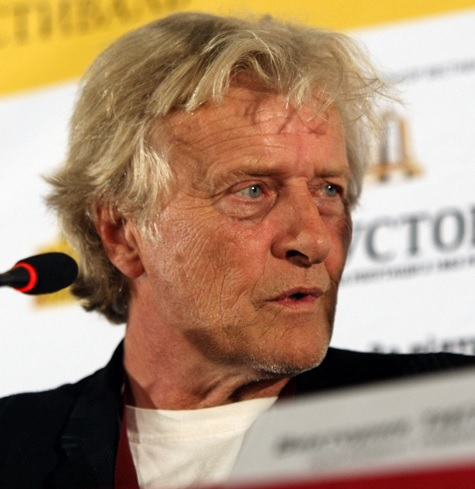
Rutger Hauer 2010.

Rutger Oelsen Hauer, född 23 januari 1944 i Breukelen i provinsen Utrecht, död 19 juli 2019 i Beetsterzwaag i Friesland, var en nederländsk skådespelare, författare och miljöaktivist. 
Hauers karriär inleddes 1969 med titelrollen i den nederländska TV-serien Floris och fick ett uppsving med huvudrollen i filmen Turkisk konfekt (1973). Efter att ha fått internationellt genomslag med filmen På blodig mark 1977, medverkade han i amerikanska filmer som Nighthawks (1981) och Blade Runner (1982). Rollen som androiden Roy Batty i Blade Runner renderade honom roller i filmer som The Osterman Weekend (1983), Ladyhawke (1985), Liftaren (1986), Flykten från Sobibór (1987), Blint raseri (1989), Dödsmatchen (1989) och Wedlock (1991). 
Från 1990-talet och framåt medverkade Hauer i lågbudgetfilmer samt spelade biroller i storfilmer som Buffy vampyrdödaren (1992), Confessions of a Dangerous Mind (2002), Batman Begins (2005) och Ritualen (2011). Han återvände även till nederländsk film och vann en Rembrandt Award för huvudrollen i The Heineken Kidnapping (2011).

## Biografi
Rutger Hauer var son till Teunke (Mellema) och Arend Hauer. Han har ett barn med Heidi Merz och ett med Ineke ten Kate. Han är far till Ayesha Hauer som också är skådespelare.
I ungdomen drömde Hauer om att bli poet. Han misskötte skolstudierna och blev relegerad från skolan. Han tillbringade sedan en kort tid i nederländska flottan, innan skådespelardebuten 1969 i TV-serien Floris.
Rutger Hauer fick sitt stora internationella genombrott 1982 med Blade Runner. En av hans mest kända roller är som den galne liftaren i Liftaren från 1986.
Som skådespelare hade Hauer ett brett register. Han spelade såväl romantiska hjältar som obehagliga skurkar.
Rutger Hauer avled i sitt hem i Beetsterzwaag, vid 75 års ålder, i juli 2019.

## Filmografi i urval
- 1969 - Floris (TV-serie)
- 1973 – Turkisk konfekt
- 1975 – Flykten mot Botswana
- 1977 – På blodig mark
- 1979 - Flykt för livet
- 1980 - Spetters
- 1981 – Nighthawks
- 1982 – Blade Runner
- 1983 – The Osterman Weekend
- 1985 – Kött och blod
- 1985 – Ladyhawke
- 1986 – Liftaren
- 1987 – Flykten från Sobibor
- 1987 – Wanted Dead or Alive
- 1989 – Blint Raseri
- 1989 – Dödsmatchen
- 1989 – Spårhundar på Broadway
- 1991 – Wedlock
- 1992 – Buffy vampyrdödaren
- 1992 – Split Second
- 1994 - Surviving the Game
- 1994 – Faderland (TV-film)
- 1996 – Fortune Hunters
- 1997 – Hostile Waters
- 2002 – Confessions of a Dangerous Mind
- 2004 - Salem's Lot
- 2005 – Batman Begins
- 2005 – Sin City
- 2008 - Bride Flight
- 2009 - Oogverblindend (Dazzle) (Cyrus Frisch)
- 2011 – Hobo with a Shotgun
- 2011 - De Heineken Ontvoering
- 2013 - True Blood (TV-serie)
- 2015 – The Scorpion King 4: Quest for Power
- 2015 – Michiel de Ruyter
- 2015 -The Last Kingdom (TV-serie)